# Zoltan Istvan

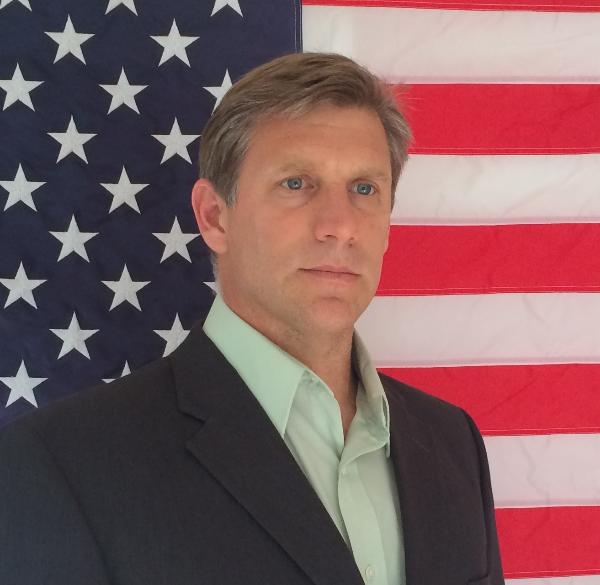
Zoltan Istvan (2017)

Zoltan Istvan Gyurko, znany głównie jako Zoltan Istvan (ur. 1973) – amerykański dziennikarz, przedsiębiorca i transhumanista. Jako dziennikarz i publicysta pisze artykuły o tematyce transhumanizmu: "The Transhumanist Philosopher", który jest blogiem na Psychology Today i "Transhumanist Future" dla magazynu Vice. Pracował również jako reporter National Geographic i jako bloger-futurolog oraz transhumanista pisze dla "The Huffington Post".
Jest autorem powieści science fiction "The Transhumanist Wager".

Pod koniec 2014 roku, Zoltan Istvan ogłosił zamiar startowania w wyborach prezydenckich w USA w celu rozpowszechnienia idei transhumanizmu. Jego kampania została przedstawiona w mediach głównego nurtu jako platforma naukowo-techniczna. Istvan poinformował w lutym 2016, że on sam, najprawdopodobniej zagłosuje na Demokratów, jednak w październiku 2016 roku poinformował w mediach społecznościowych, że będzie głosować na siebie.

## Kariera

### Początek kariery
Zoltan Istvan zaczynał swoją karierę jako dziennikarz National Geographic. Jego teksty zostały opublikowane na blogach San Francisco Chronicle, , Outside, i The Daily Caller. Jego prace zostały omówione również przez "The Huffington post".
Reportaż Zoltan Istvana dotyczący wojny w Kaszmirze został wykonany w formie filmu dokumentalnego, Pawns of Paradise, dystrybuowanego przez Janson MEDIA. Australijski The Age nabył prawa wyłączności do tego filmu.

### Kariera futurologa
Po publikacji The Transhumanist Wager, Istvan zaczął aktywnie promować transhumanizm poprzez udzielanie wywiadów dziennikarzom, spotkania z reporterami, publikowanie tekstów oraz aktywizm.
Teksty Zoltana Istvana oraz tematy związane z transhumanizmem, filozofią, ateizmem oraz przyszłoscią pojawiły się Yahoo News, "Daily Telegraph", The Huffington Post UK, "The Daily Beast", "Business Insider, a także na innych portalach. Zoltan Istvan wraz z jego poglądami został zaprezentowany na kanale Fox News w programie "Stossel show", na CNN w programie "Inside Man", w podcaście "Future Grind", i "Joe Rogan Experience". Istvan pisał również dla "New Scientist", "Salon", "TechCrunch", "The Daily Dot", "International Business Times", "Daily Mail", "TechInsider", "Newsweek", "Futurism", i "Slate".
Zoltan Istvan jest członkiem World Future Society, ambasadorem w Seasteading Institute, jest członkiem rady doradczej India Future Society członkiem Młodych Specjalistów, rady doradczej A-Tean for Wildlife. Jest również związany z Futurist and Space Settlement, które jest częścią Lifeboat Foundation.